# Venerød Sø
Venerød Sø (på dansk også Vinderad Sø og Vinderød Sø, på tysk Winderatter See) er en ind-sø beliggende ved landsbyen Venerød i det nordlige Angel i Sydslesvig i det nordlige Tyskland. Søen ligger nordvest for Sørup og øst for Oksager. Søen er 24 hektar stor og op til 2,2 meter dyb. Via den lille Kilså (på tysk Kielstau) er søen forbundet med Træsøen (Treßsee), hvor floden Trenen udspringer. Landskabet omkring søen er et let kuperet halvåbent englandskab med små skov og vadområder, hvor morænerne nogle steder når højder på henimod 40 og 50 meter. For at bevare arealernes halvåbne karakter græser der højlandskvæg
Søens navn er første gang dokumenteret i 1435. I skoven ved søens sydbred findes resterne af det forhenværende borganlæg Gravbod (på angeldansk gravboj, på tysk blev det senere til Grauburg). Markerne vest for Gravbod kaldes Verstergaard. Nord for søen ligger Søgaard, en forhenværende fæstning fra middelalderen. Ved søens vestlige kant går søen over i Markerup Mose.
Søen er én blandt flere søer og moser i Angel, der blev dannet som en subglaciale smeltevandsstrømme (issø) i en tunneldal under Weichsel-istiden. Søen var i 1845 omtrent 15 gange større end i dag, en stor del blev dog senere drænet for at give plads til landbrug. Som konsekvens forsvandt vådområderne omkring og dermed hele fødekæder fra insekter og frøer og op til storker. Ved den daværende bredkant lod Christian 8. opstille flere grænsesten med inskriften C VIII. En af dem kan stadig ses nordvest for søen (Kongestenen). Søen og dens nærmeste omgivelser blev efterhånden købt af delstaten Slesvig-Holsten. Området er nu fredet og indgår i det cirka 185 hektar stor naturfredede område Stiftungsland Winderatter See, som Slesvig-Holstens naturfredningsfond fører tilsyn med.
Nordøst for søen løber jernbanestrækningen Kiel-Egernførde-Flensborg.

## Billeder
- Vådbiotop ved søen
- Plankesti
- Kongestenen